# Pont Samora-Machel
Le pont Samora-Machel  (appelé à l'origine Marcelo Caetano) est un pont routier (route 103) situé dans la ville de Tete, au Mozambique, traversant le Zambèze.

## Caractéristiques
L'ouvrage est un pont suspendu à suspentes diagonales et à travées multiples, d'une longueur de 720 mètres. Conçu par l'ingénieur Edgar Cardoso, il a été achevé en 1973 par le Portugal. C'est l'une des principales infrastructures de transport de la région, qui constitue un lien vital sur les routes reliant le Nord et le Sud du Mozambique, mais aussi pour le Zimbabwe et le Malawi.
Dénommé Marcelo Caetano lors de son inauguration par les Portugais, il a été rebaptisé, après l'indépendance du Mozambique en 1975, en l'honneur du premier président de la République populaire du Mozambique, Samora Machel.
Ce pont est le plus court des quatre ponts du Mozambique sur le cours inférieur du Zambèze. Le pont Kassuende construit à 6 km en aval et mis en service en 2014 permet de le désengorger.